# Gerald Kazanowski
Gerald François Kazanowski (nacido el 12 de octubre de 1960 en Nanaimo, Columbia Británica)  es un exjugador de baloncesto canadiense. Con 2,05 de estatura, su puesto natural en la cancha era el de pívot. 

## Trayectoria
Formado en los Victoria Vikes de la Universidad de Victoria, es dratfteado en una posición muy baja por los Utah Jazz en el draft del año 1983, luego jugaría profesionalmente desde el año 1984 hasta el 1992 en España (Joventut y Baloncesto León), Suecia, Finlandia, Suiza, Luxemburgo, Argentina y México.

### Clubes
| Club                     | País      | Año         |
| ------------------------ | --------- | ----------- |
| Joventut de Badalona     | España    | 1984 - 1985 |
| Solna IF                 | Suecia    | 1985 - 1986 |
| Baloncesto León          | España    | 1986 - 1987 |
| Leones Negros de la UdeG | México    | 1987        |
| Baloncesto León          | España    | 1987 - 1988 |
| Turun NMKY               | Finlandia | 1988 - 1989 |
| SAM Basket Massagno      | Suiza     | 1989 - 1990 |
| Olimpo                   | Argentina | 1990 - 1991 |

## Selección nacional
Kazanowski jugó varios torneos internacionales como miembro de la selección de baloncesto de Canadá.
Participó de las Universiadas de 1981, 1983 y 1985: en la segunda su equipo obtuvo la medalla de oro y en la tercera, la medalla de bronce. Asimismo participó del Campeonato Mundial de Baloncesto Sub-19 de 1979 y de tres ediciones del Campeonato Mundial de Baloncesto organizado por FIBA: Colombia 1982, España 1986 y Argentina 1990. 
Kazanowski estuvo presente en los Juegos Olímpicos en dos oportunidades: la primera en Los Ángeles 1984 -en la que su equipo terminó cuarto- y la segunda en Seúl 1988 -donde los canadienses fueron el sexto mejor equipo del torneo.
Uno de sus últimos partidos con la escuadra nacional fue contra el Dream Team en el Torneo de las Américas de 1992.